# Britain Dalton

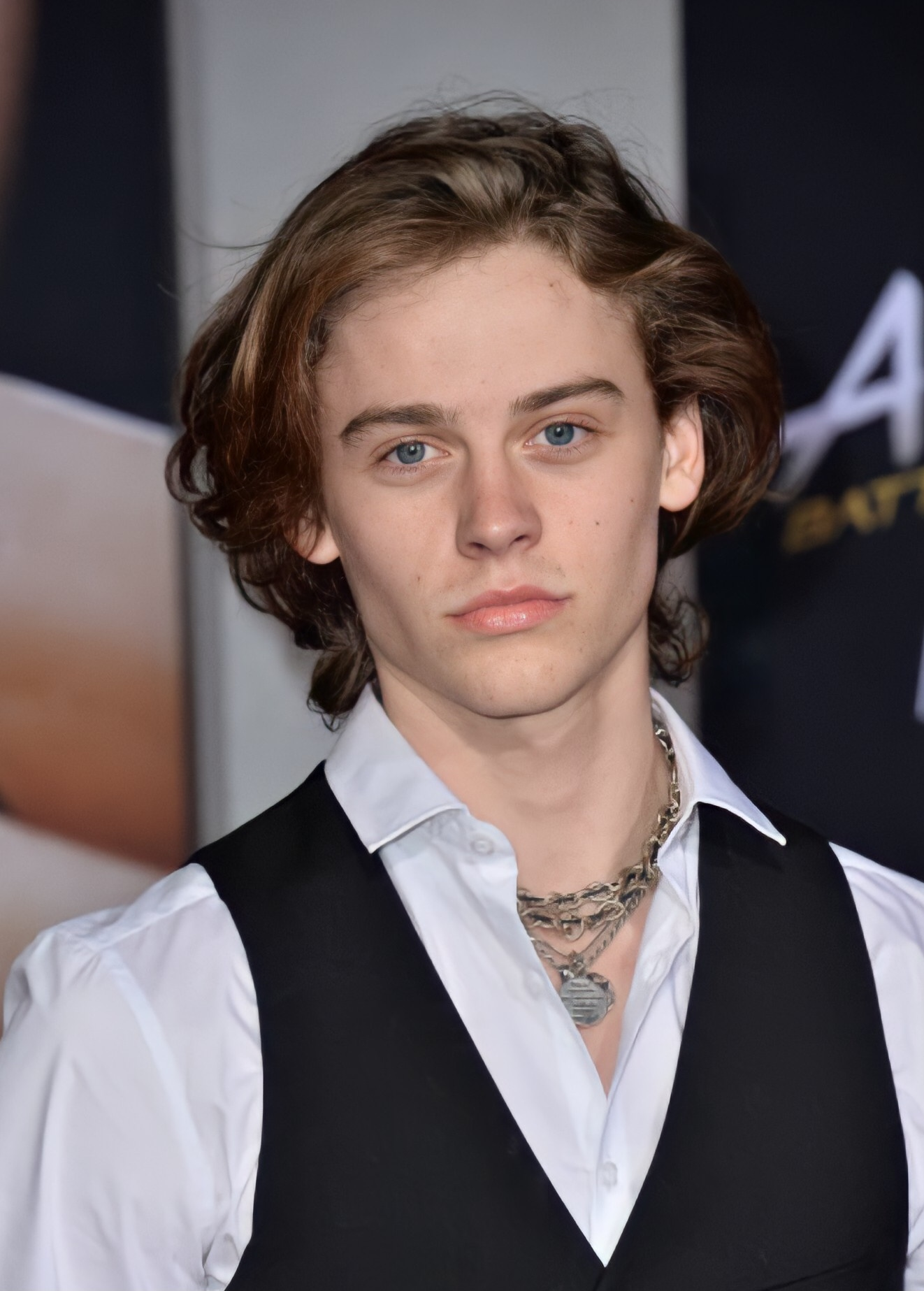
Britain Dalton (2019)

Britain Dalton (* 12. Dezember 2001) ist ein US-amerikanischer Filmschauspieler.

## Leben
Der 2001 geborene Britain Dalton war ab 2016 erst in acht Folgen der Fernsehserie Goliath in der Rolle von Jason Larson zu sehen, bevor er in Thumper und Actors Anonymous erste Filmrollen erhielt. In dem Film Avatar: The Way of Water von James Cameron ist er in der Rolle des jüngsten Filmsohns von Sam Worthington und Zoe Saldana namens Lo'ak zu sehen.

## Filmografie
- 2016: Goliath (Fernsehserie, 8 Folgen)
- 2017: Thumper
- 2017: Actors Anonymous
- 2022: Avatar: The Way of Water
- 2023: Die dunkle Saat (Dark Harvest)